# Мес Айнак

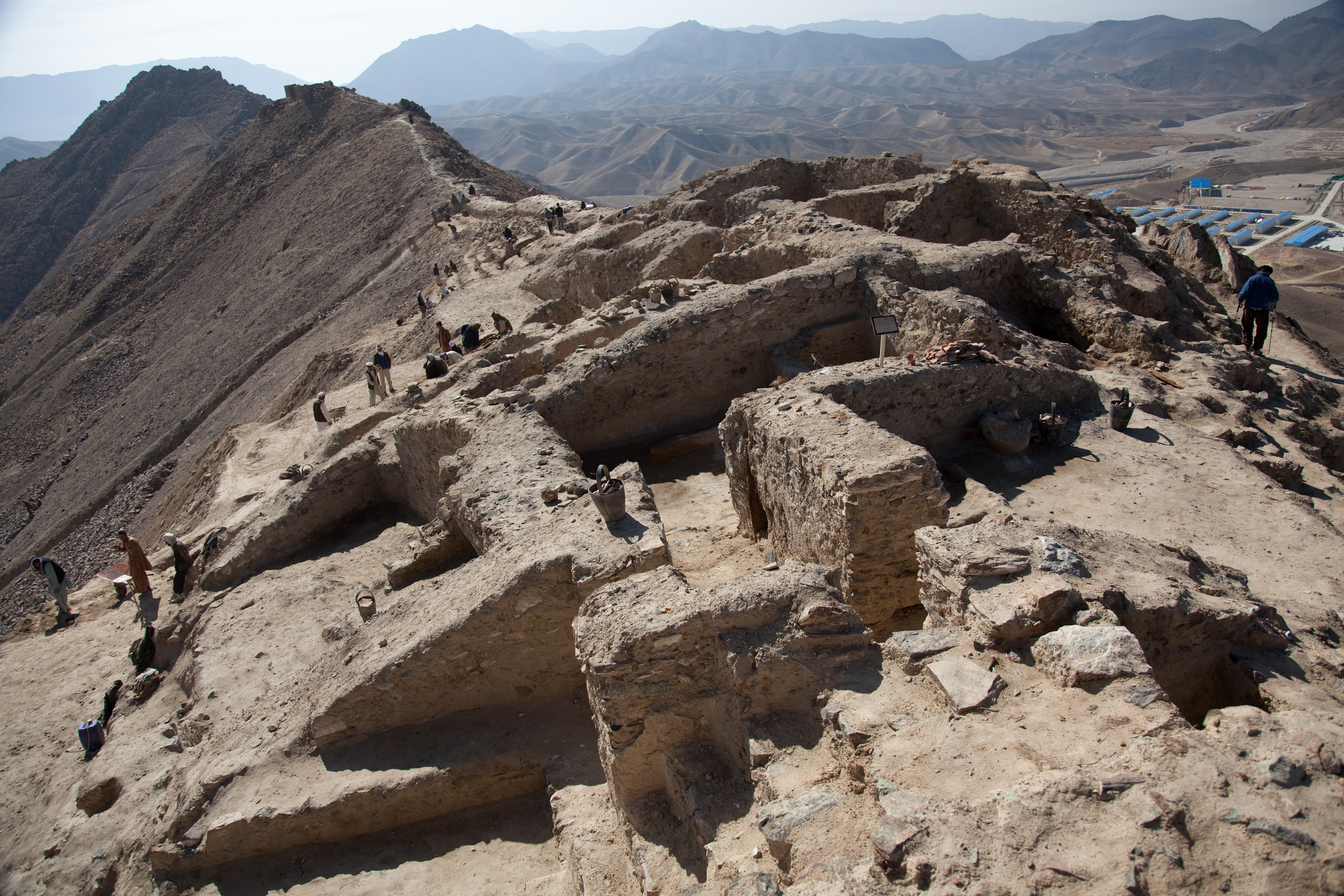
Остатки буддийского монастыря в Мес Айнаке

Мес Айнак — комплекс древних сооружений, расположенный в 40 км юго-восточней города Кабул, Афганистан. Расположен на высоте более 2 километров над уровнем моря. Второй по величине буддийский комплекс в Афганистане (после Хадды). Археологи здесь обнаружили уже более 400 статуй Будды. Мес Айнак находится на крупнейшем месторождении меди Афганистана.

## Археологические раскопки
Некоторые археологи считают, что Мес Айнак является важным объектом исторического наследия. Французский археолог Philippe Marquis назвал это место одним из самых важных пунктов на Шелковом пути.
В данном месте обнаружено 19 археологических памятников, включая два небольших форта, цитадель, четыре монастыря, несколько буддийских ступ, зороастрийский храм огня, древние медные выработки, плавильные мастерские и жилища шахтеров. Здесь найдены стекло, монеты и инструменты для их изготовления.
Также помимо буддийских монастырей и других структур из буддийской эпохи, Мес Айнак имеет остатки строений предыдущих, более древних цивилизаций.
Историки заинтересованы перспективой побольше узнать о ранней металлургии и горнодобывающей промышленности в данном месте.

## Этимология
Слово Mes Aynak (مس عينک) литературно означает «маленький источник меди»; mes (مس) — это «медь», тогда как aynak (عينک) — это диминутивная форма ayn (عين), означает «источник».

## Галерея

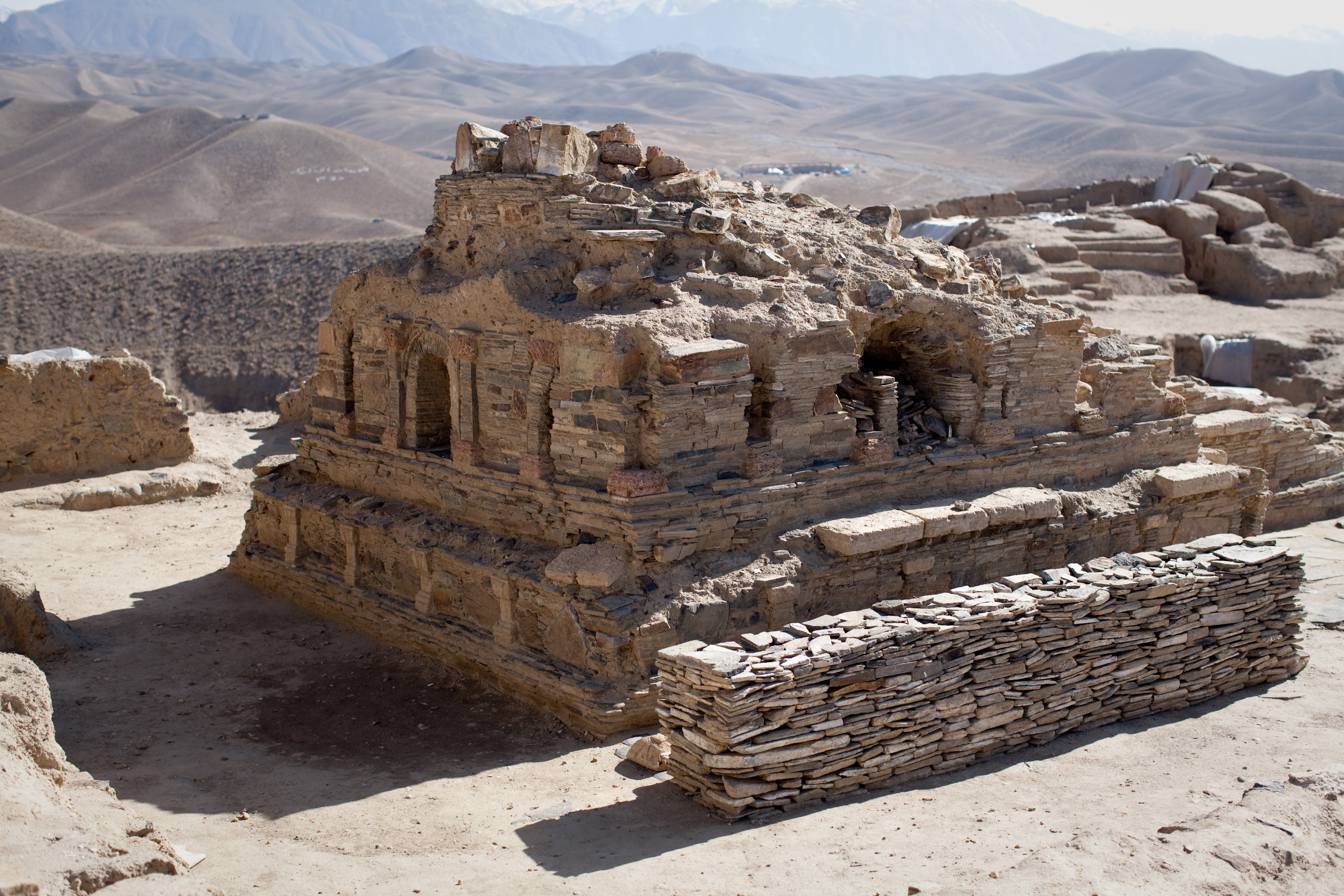
Недавно раскопанная буддистская ступа.
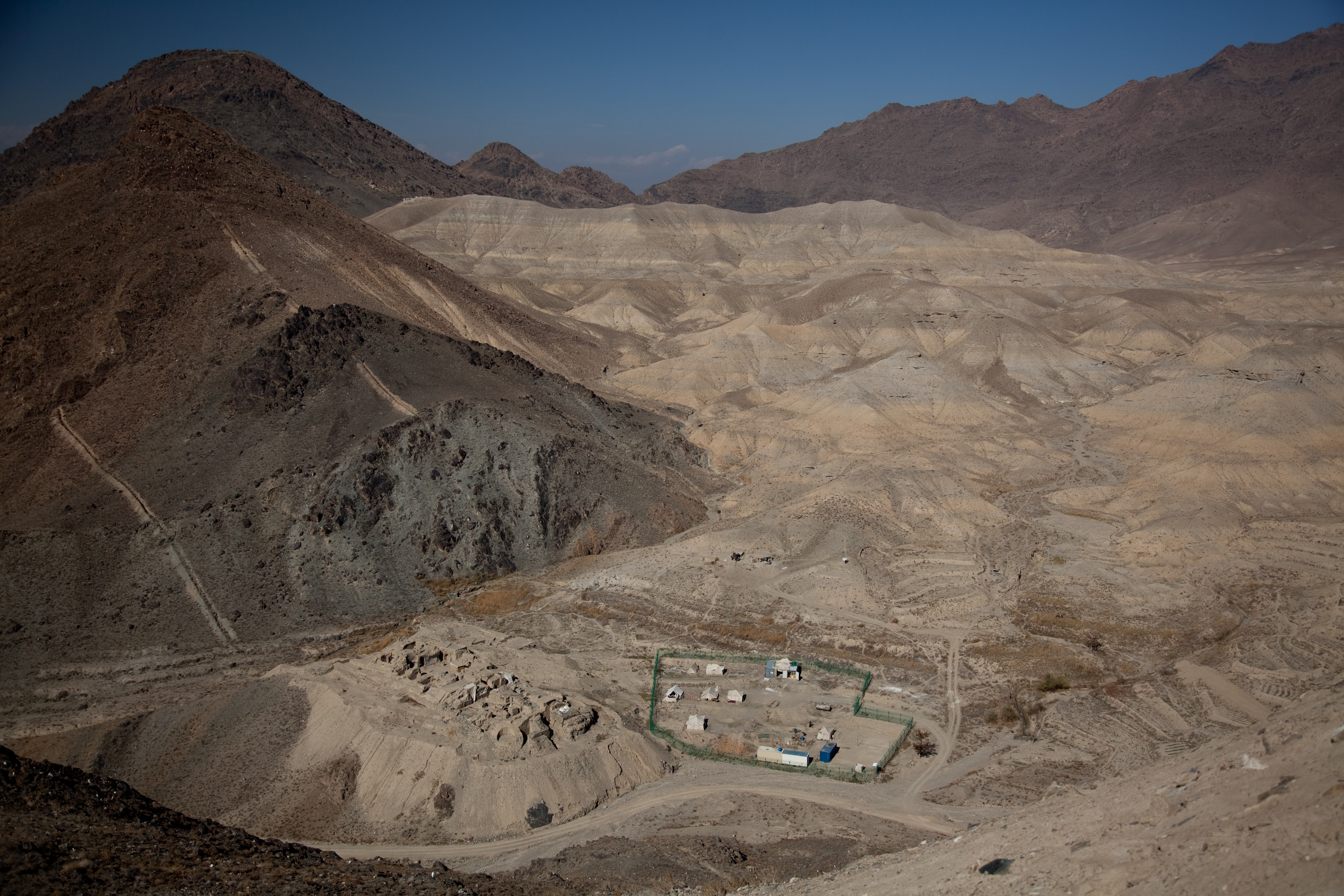
Лагерь археологов находится под монастырем.
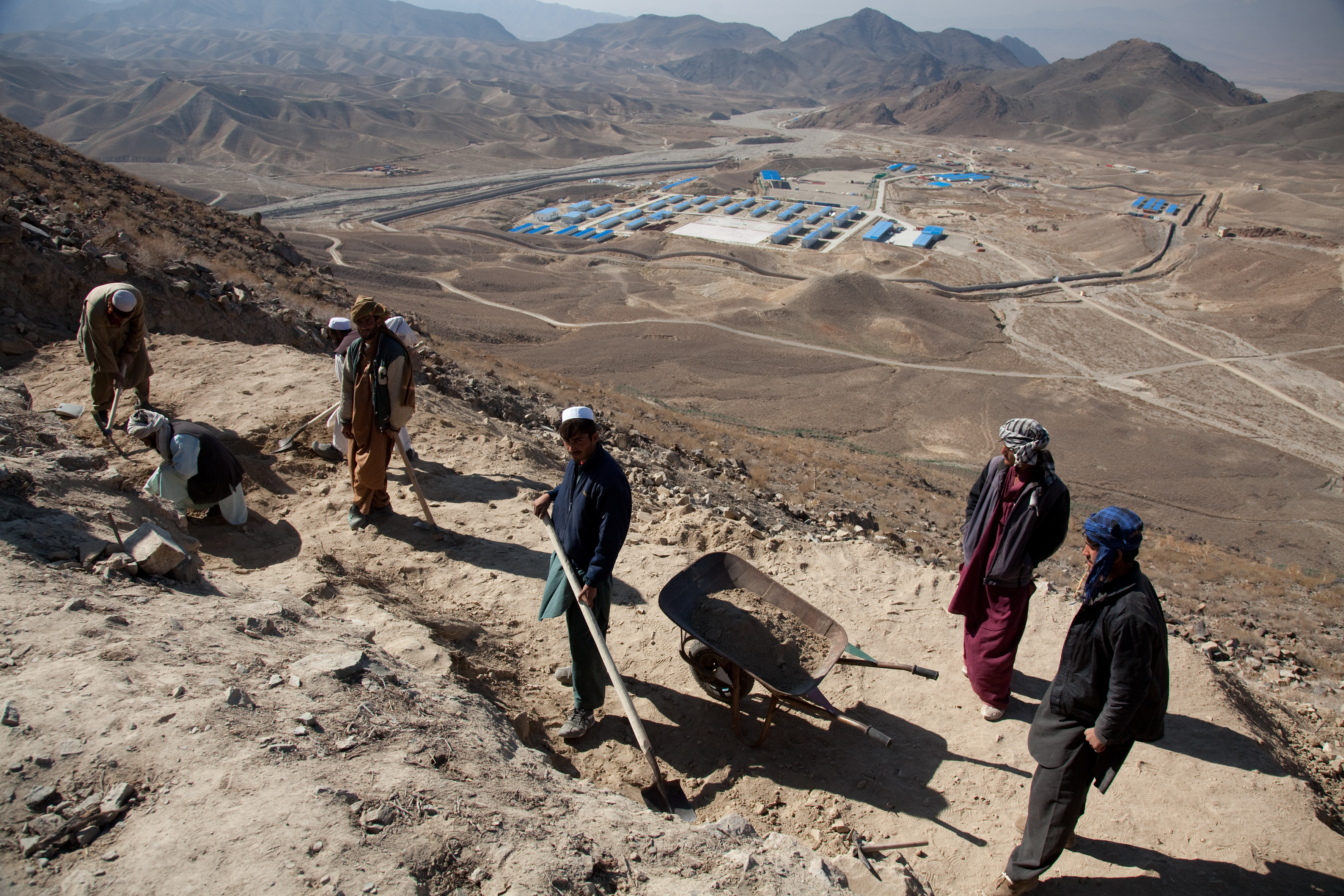
Археологи раскопывают монастыри.
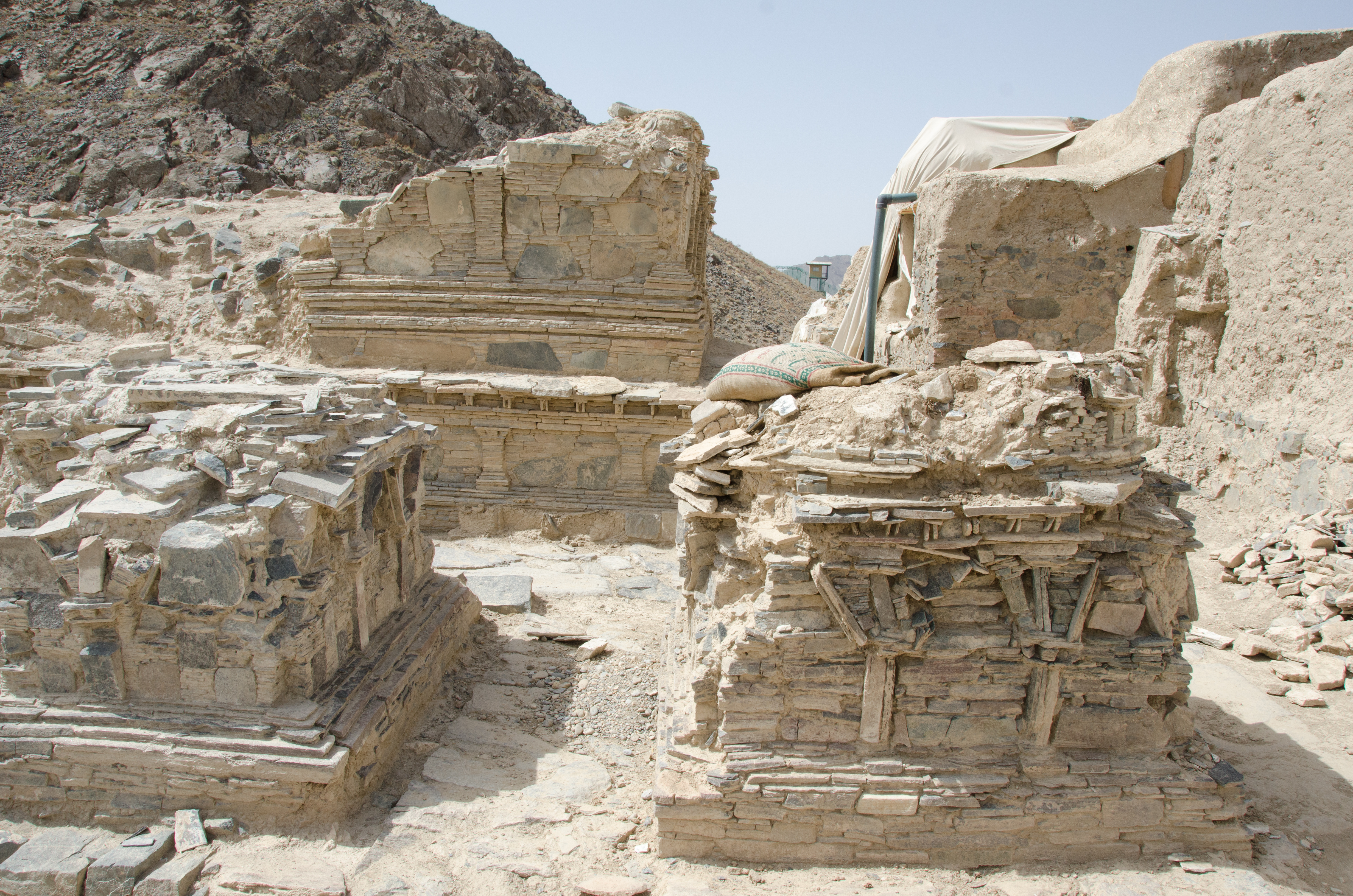
Ступа Мес Айнака
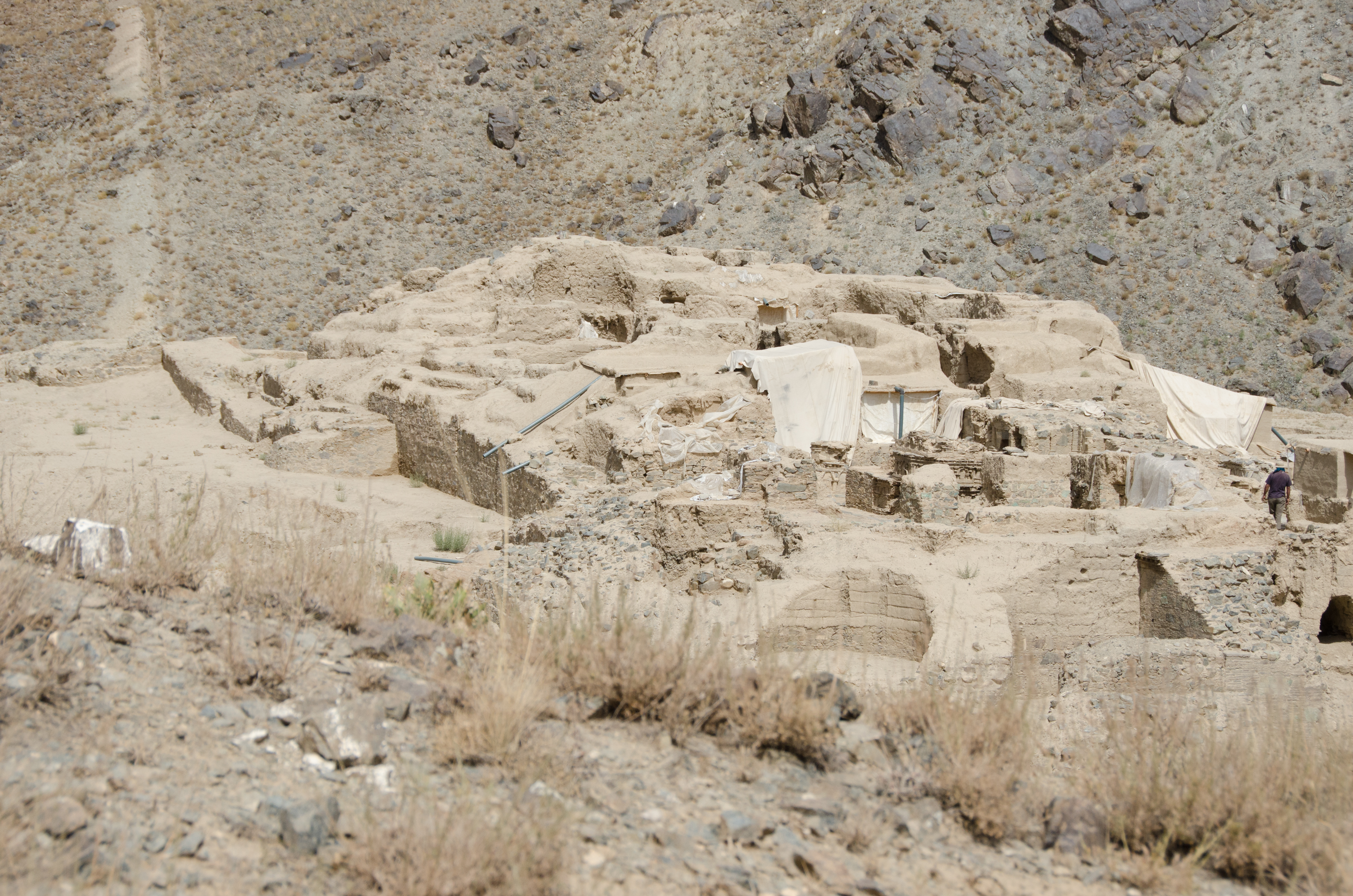
Обзор монастыря Мес Айнака
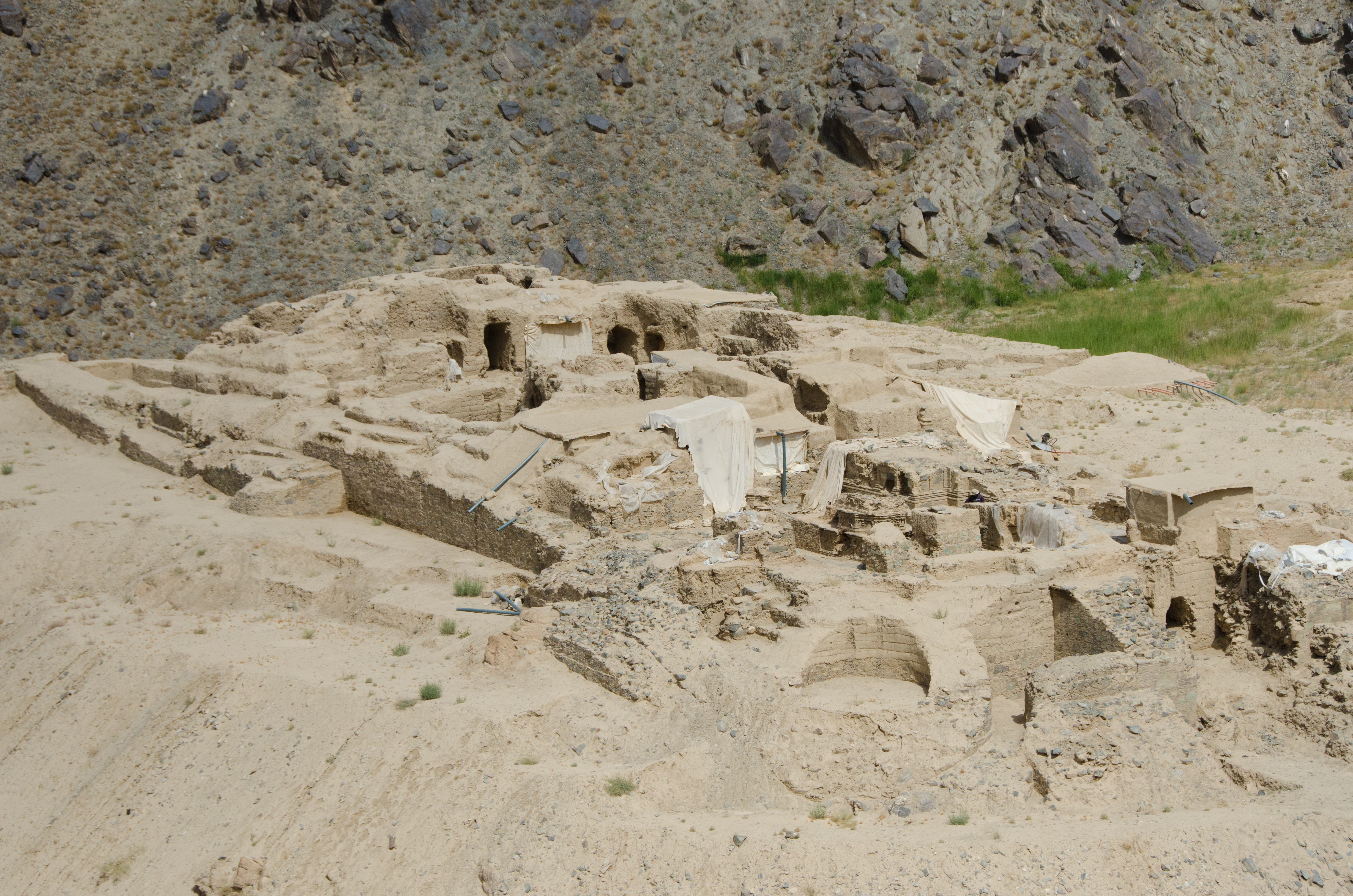
Обзор монастыря Мес Айнака
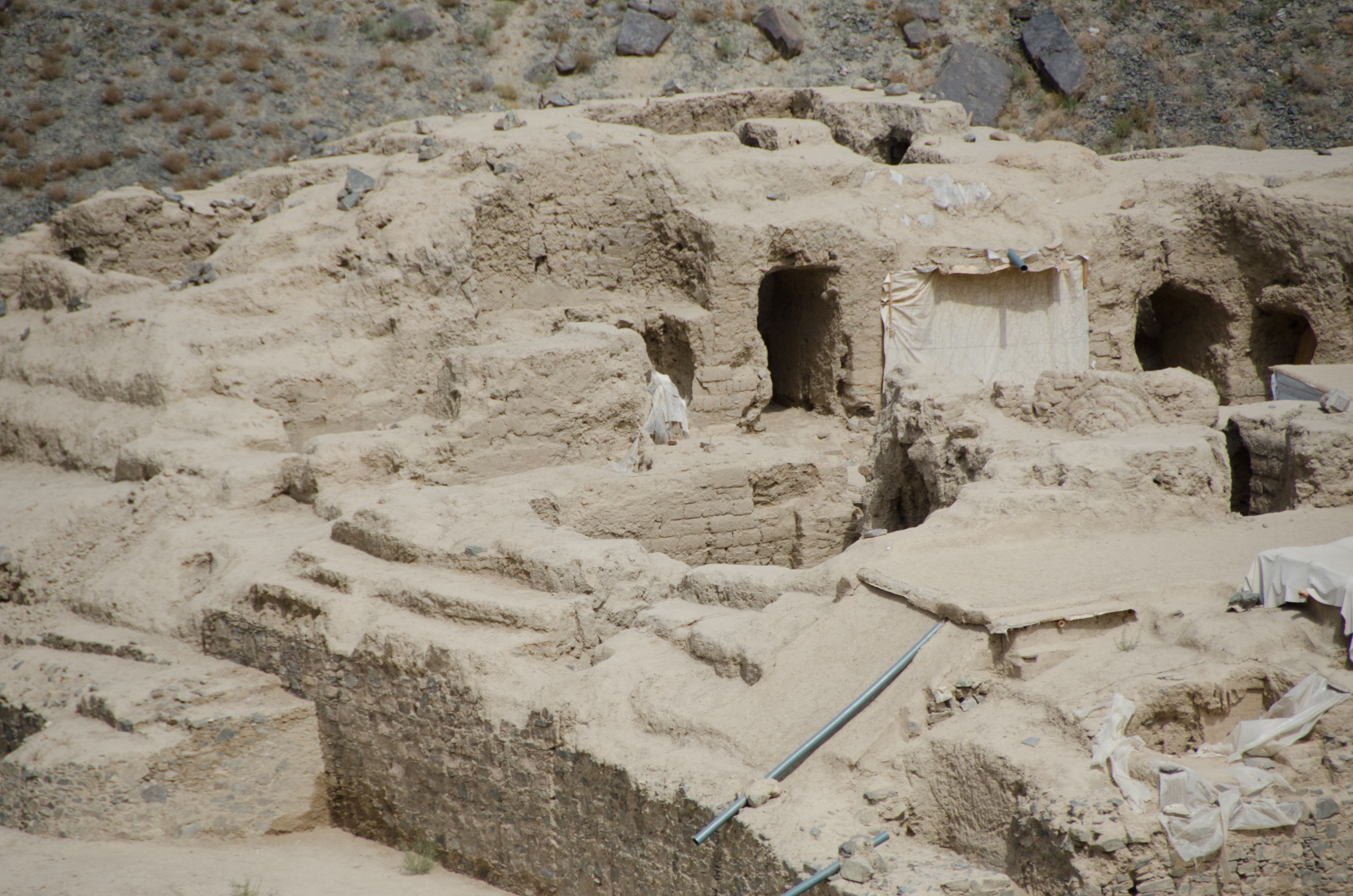
Структура монастыря Мес Айнака
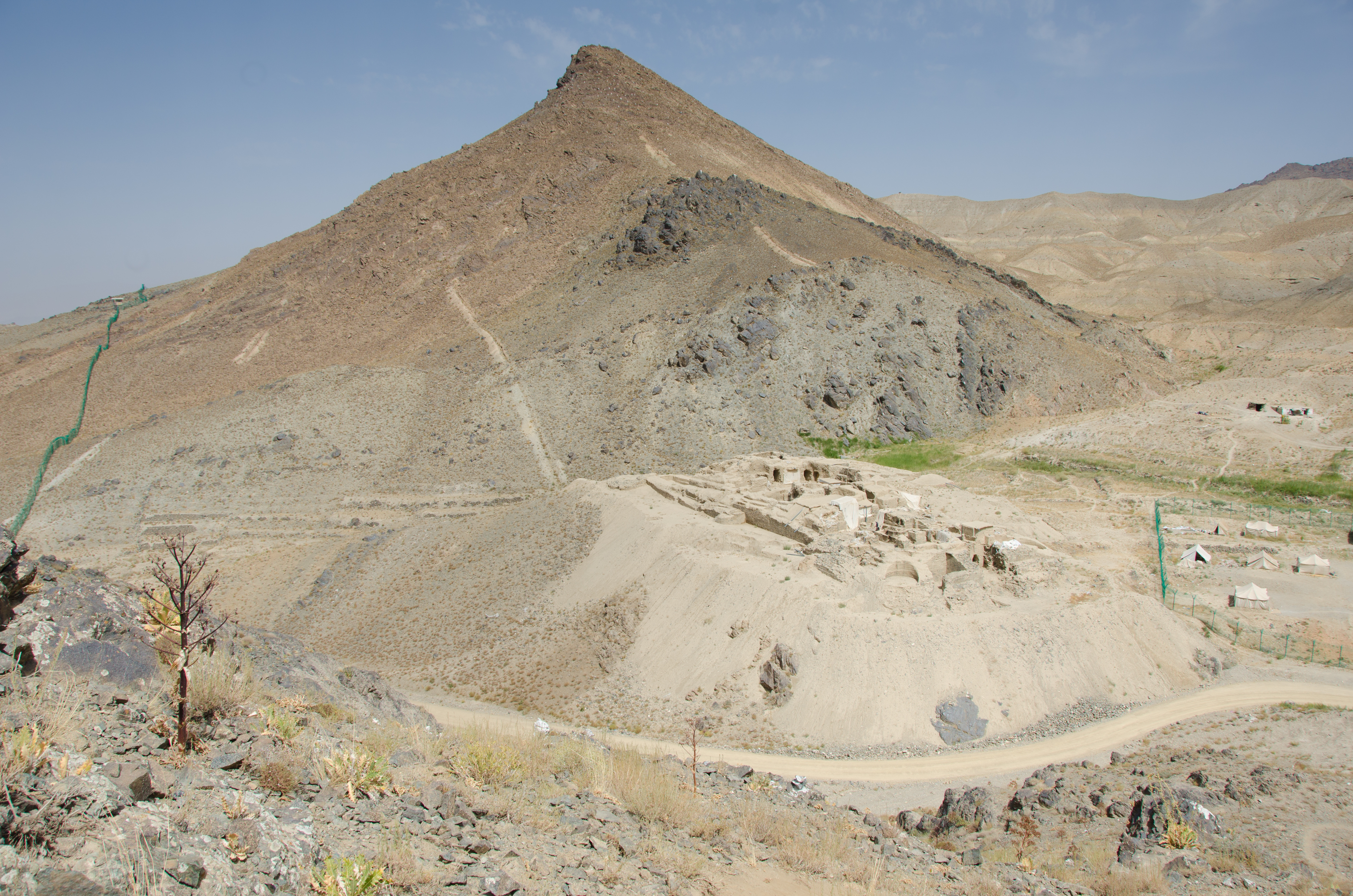
Северный обзор Мес Айнака
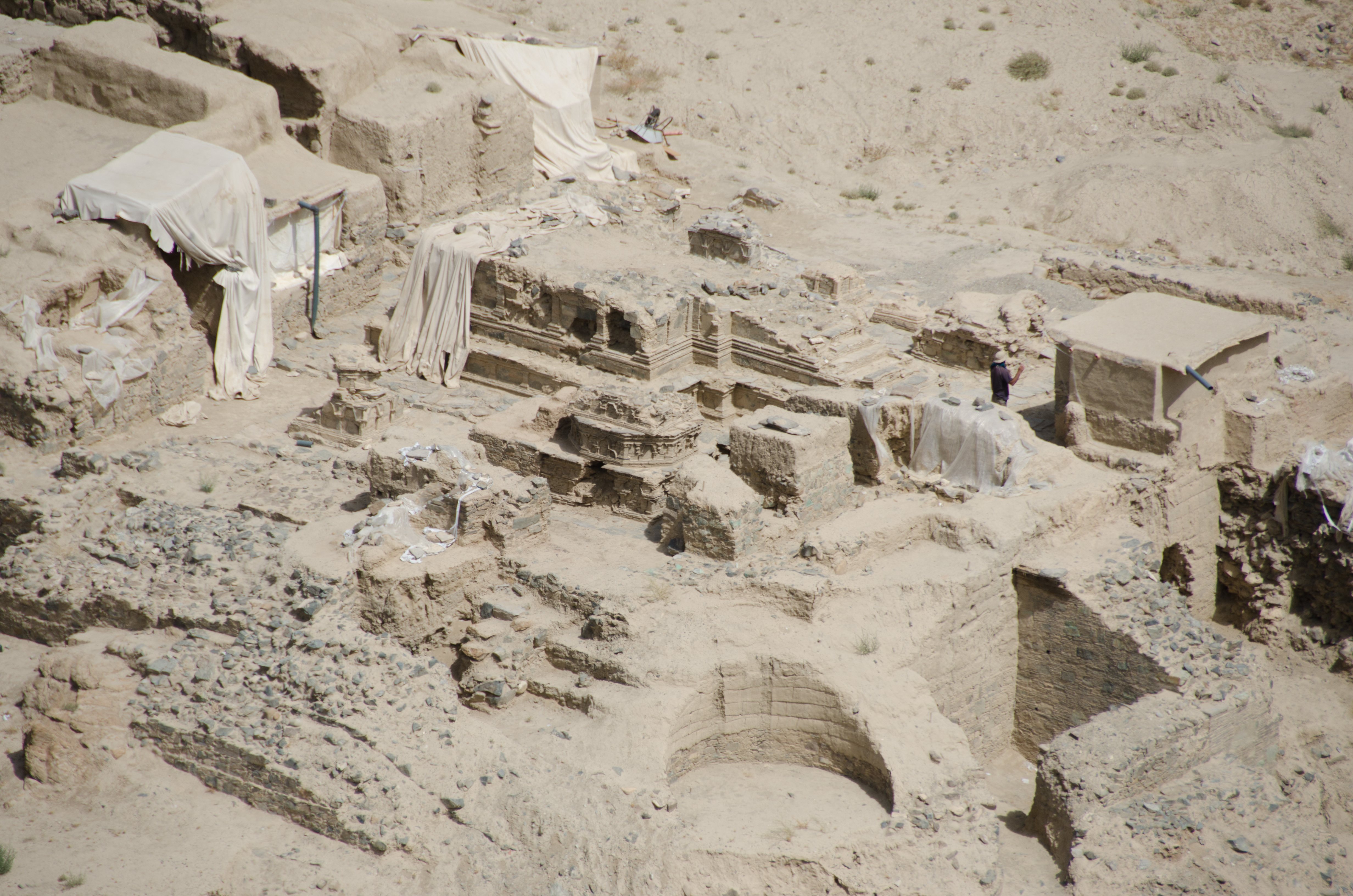
Структура монастыря Мес Айнака
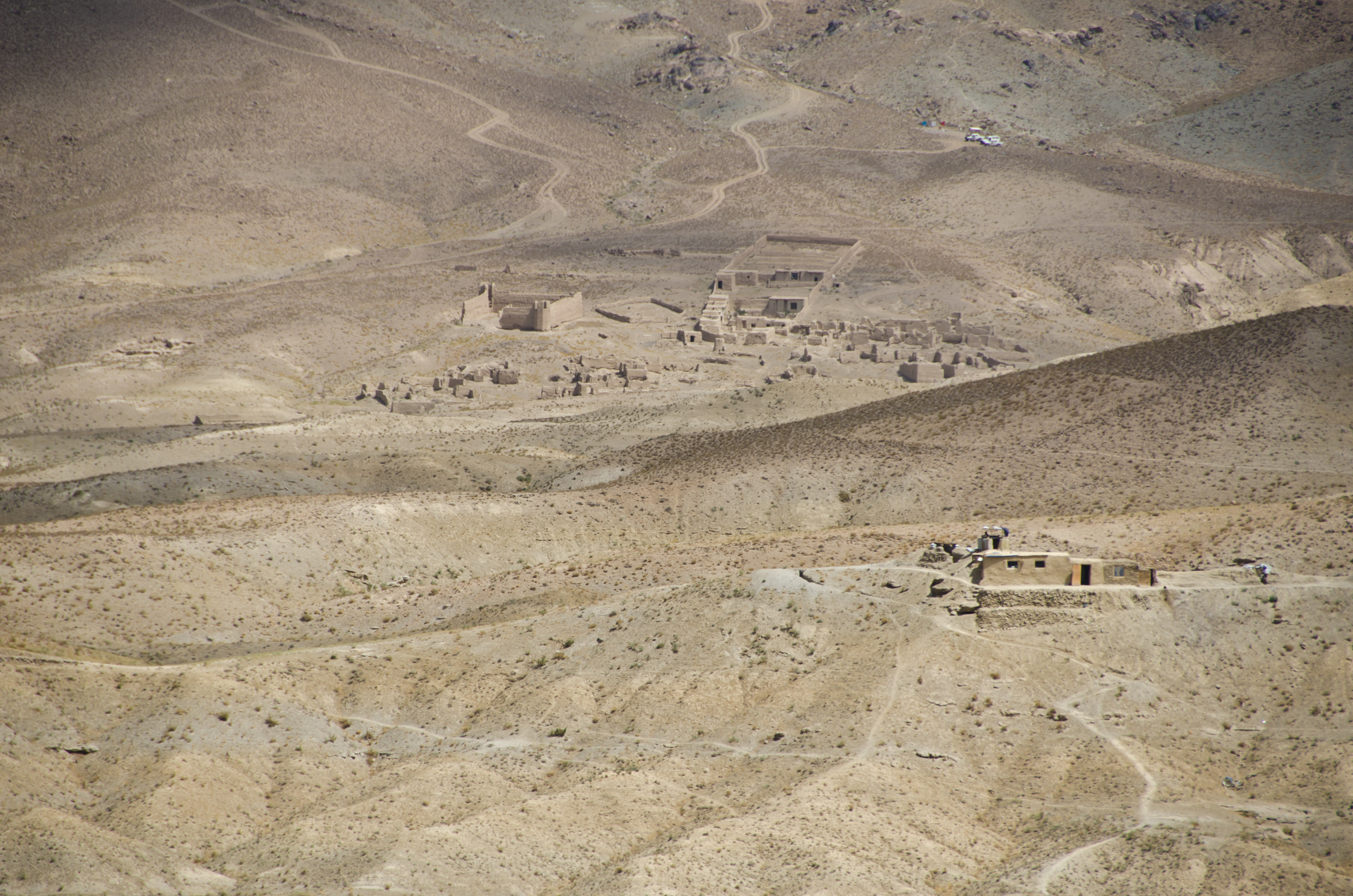
Обзор монастыря Мес Айнака
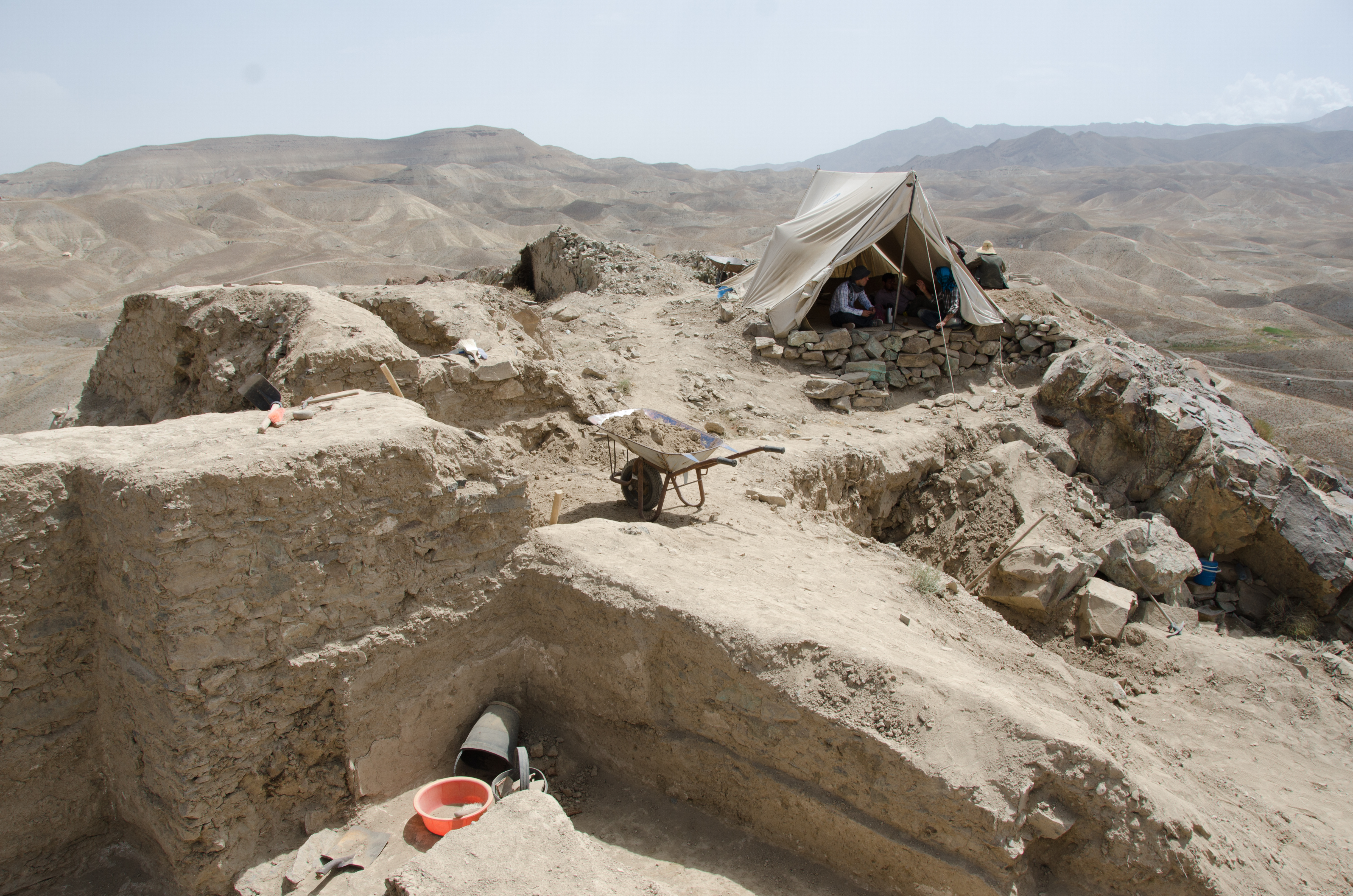
Верхние раскопки с холма Мес Айнака
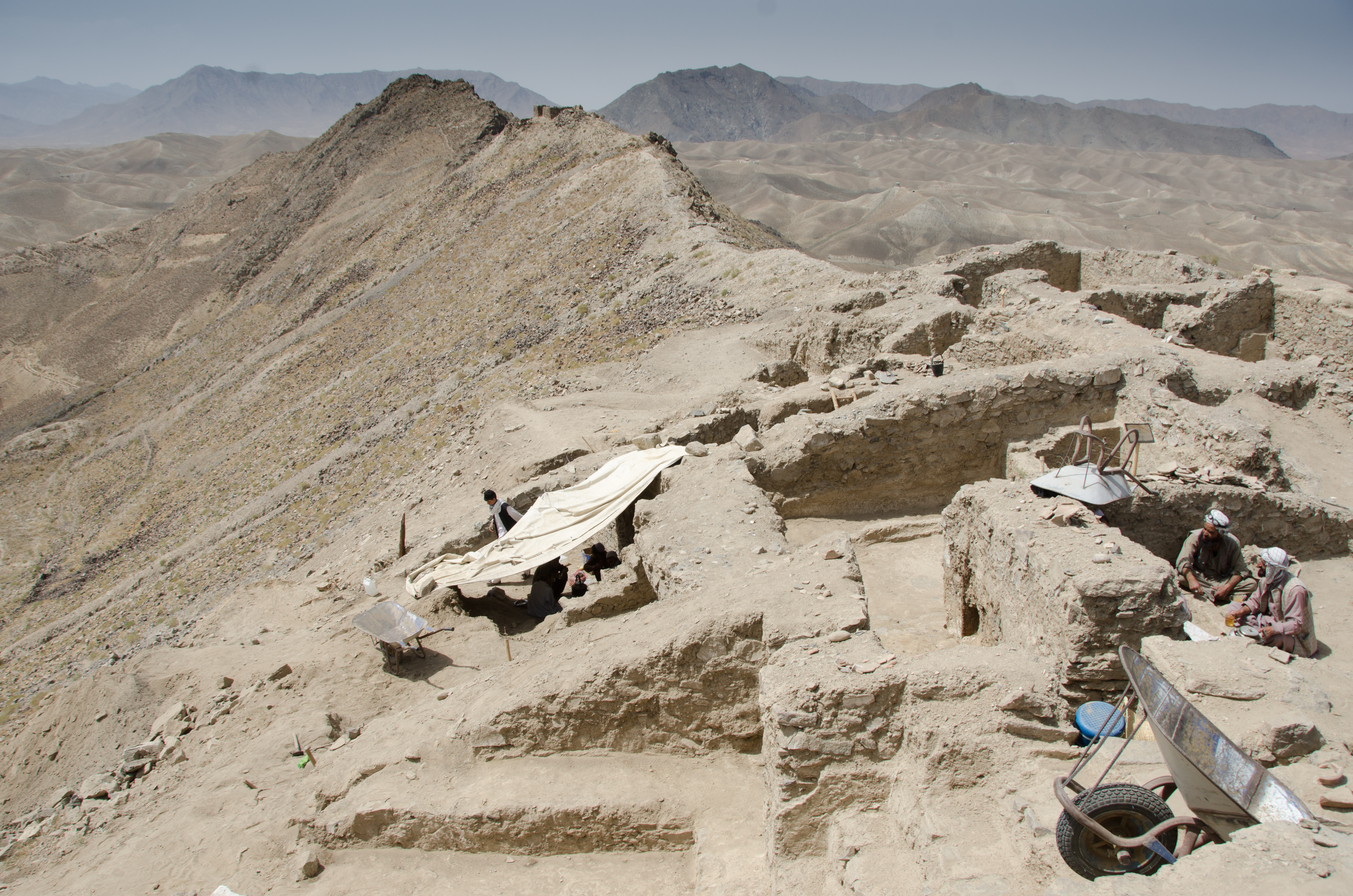
Верхние раскопки с холма Мес Айнака
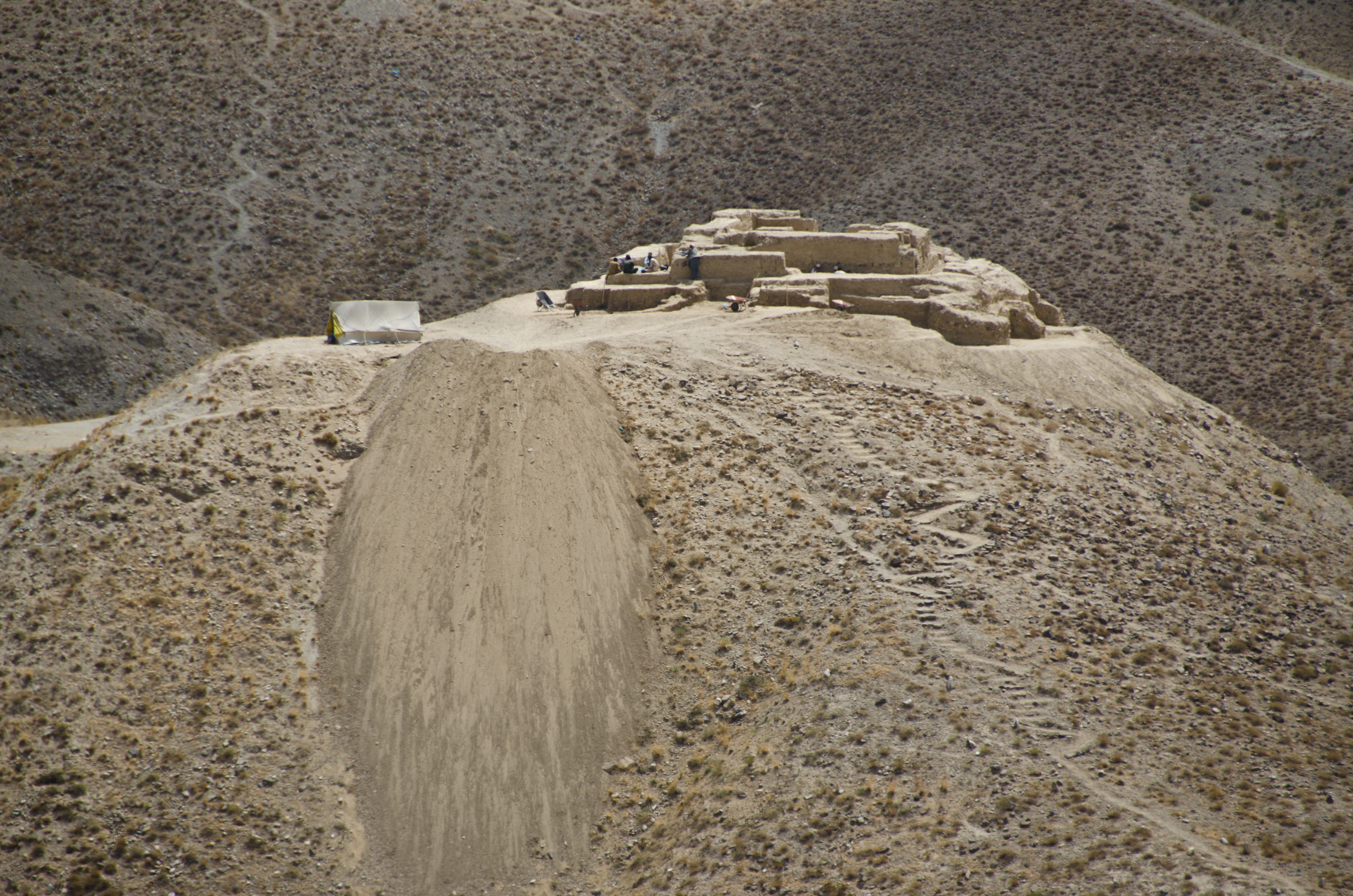
Обзор восточного холма Мес Айнака
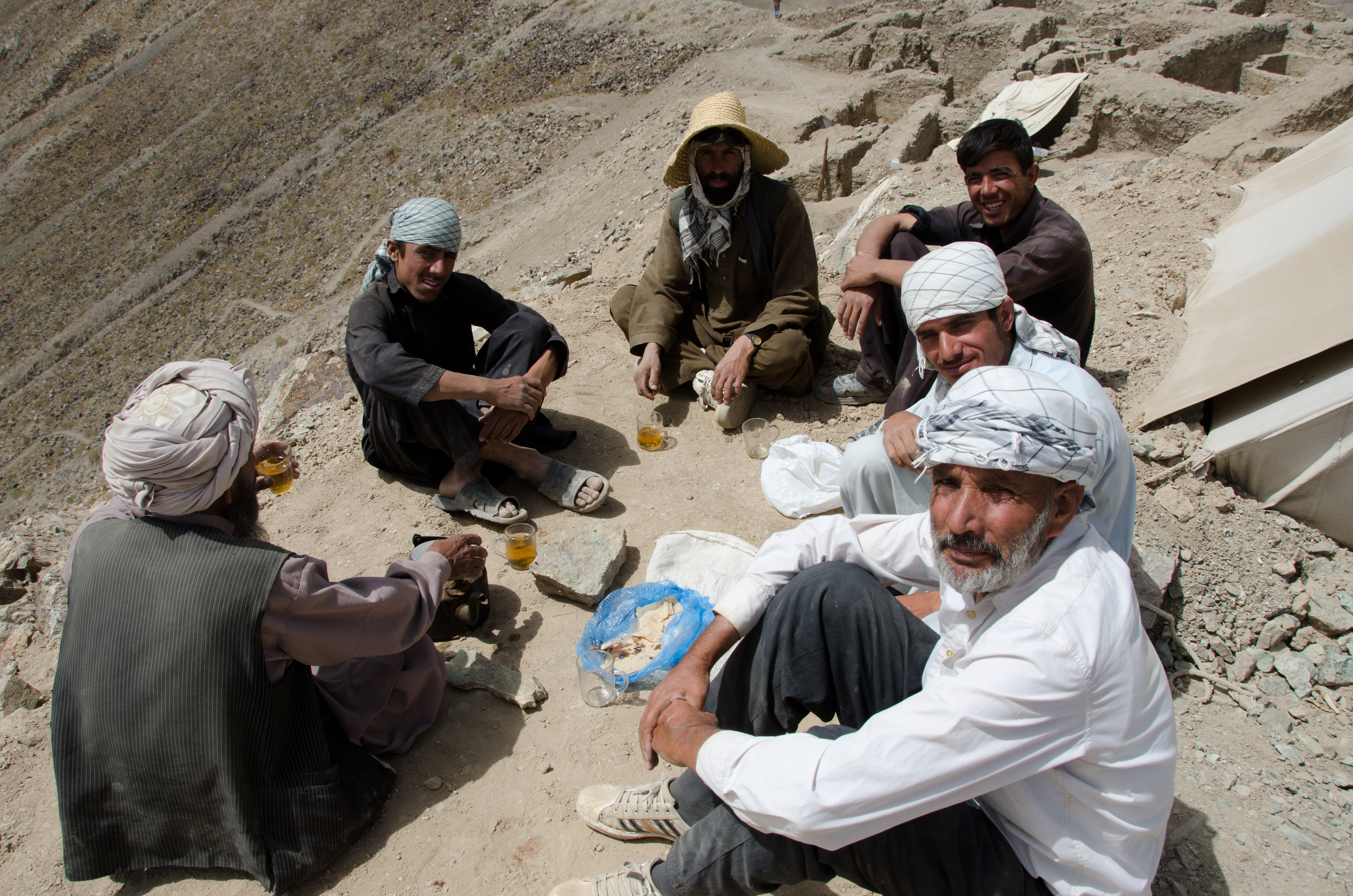
Работники верхних раскопок с холма Мес Айнака
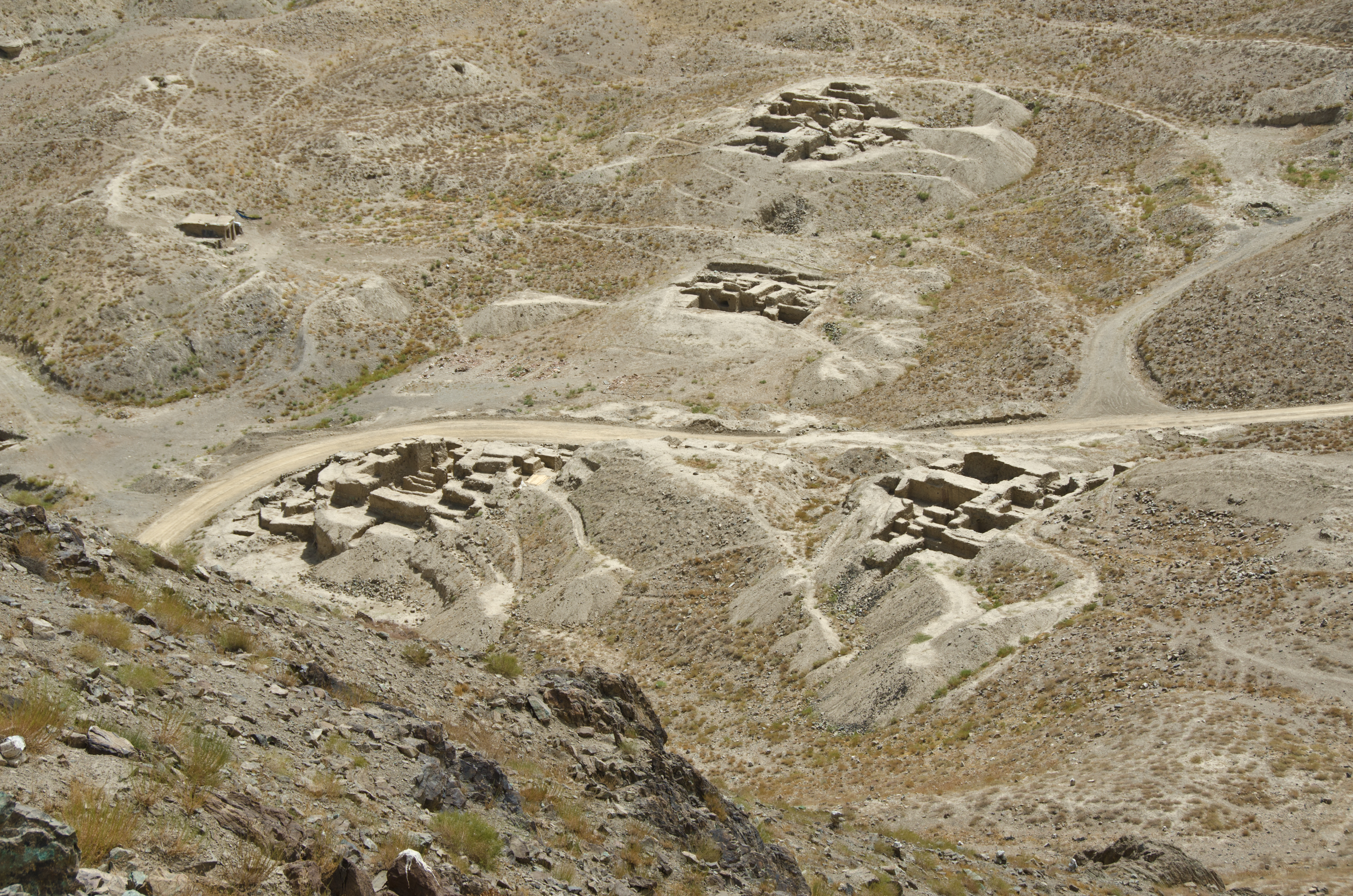
Обзор с востока Мес Айнака